# Beata Wieczorek
Beata Wieczorek, z domu Adamus (ur. 1965) – polska koszykarka, multimedalistka mistrzostw Polski.

## Osiągnięcia
- Mistrzyni Polski:
  - 1983, 1986
  - juniorek (1983)
- Brązowa medalistka mistrzostw Polski (1985)
- Awans do najwyższej klasy rozgrywkowej (1989)